# Meadow Woods, Florida
Meadow Woods är en ort (CDP) i Orange County, i delstaten Florida, USA. Enligt United States Census Bureau har orten en folkmängd på 25 558 invånare (2010) och en landarea på 29,5 km².